# Torrelara
Torrelara est une commune d'Espagne dans la communauté autonome de Castille-et-León, province de Burgos. Elle s'étend sur 12,51 km2 et comptait environ 32 habitants en 2011.